# Murray Kinnell
Murray Kinnell (Londra, 24 luglio 1889 – Santa Barbara, 11 agosto 1954) è stato un attore britannico naturalizzato statunitense.

## Carriera
Apparso in oltre 50 film negli anni 1930, Kinnell interpretò nel 1931 il personaggio di Putty Nose nel film Nemico pubblico di William A. Wellman, con protagonista James Cagney. Partecipò anche a diversi film dedicati al detective Charlie Chan.

## Filmografia

### Attore
- Old English, regia di Alfred E. Green (1930)
- Quando l'amore parla (The Princess and the Plumber), regia di Alexander Korda (1930)
- The Secret Six, regia di George W. Hill (1930)
- Nemico pubblico (The Public Enemy), regia di William A. Wellman (1931)
- Il cammello nero (The Black Camel), regia di Hamilton MacFadden (1931)
- L'artiglio rosa (Honor of the Family), regia di Lloyd Bacon (1931)
- Reckless Living, regia di Cyril Gardner (1931)
- The Guilty Generation, regia di Rowland V. Lee (1931) - non accreditato
- The Deceiver, regia di Louis King (1931)
- Under Eighteen, regia di Archie Mayo (1931)
- The Menace, regia di Roy William Neill (1932)
- Freaks, regia di Tod Browning (1932) - non accreditato
- Il pericolo pubblico n. 1 (The Beast of the City), regia di Charles Brabin (1932) - non accreditato
- The Man Who Played God, regia di John G. Adolfi (1932)
- The Expert, regia di Archie Mayo (1932) - non accreditato
- Are You Listening?, regia di Harry Beaumont (1932)
- Grand Hotel, regia di Edmund Goulding (1932)
- The Mouthpiece, regia di James Flood e Elliott Nugent (1932)
- While Paris Sleeps, regia di Allan Dwan (1932) - non accreditato
- The Purchase Price, regia di William Wellman (1932)
- The Painted Woman, regia di John G. Blystone (1932)
- Una famiglia 900 (A Successful Calamity), regia di John G. Adolfi (1932)
- Secrets of the French Police, regia di A. Edward Sutherland (1932)
- Rasputin e l'imperatrice (Rasputin and the Empress), regia di Richard Boleslavsky (1932) - non accreditato
- The Match King, regia di William Keighley e Howard Bretherton (1932)
- Rivalità eroica (Today We Live), regia di Howard Hawks e Richard Rosson (1933) - non accreditato
- Zoo in Budapest, regia di Rowland V. Lee (1933)
- Damaged Lives, regia di Edgar G. Ulmer (1933)
- Voltaire, regia di John G. Adolfi (1933)
- The Avenger, regia di Edwin L. Marin (1933)
- The Solitaire Man, regia di Jack Conway (1933) - non accreditato
- Amai una donna (I Loved a Woman), regia di Alfred E. Green (1933)
- Ann Vickers, regia di John Cromwell (1933)
- From Headquarters, regia di William Dieterle (1933)
- If I Were Free, regia di Elliott Nugent (1933) - non accreditato
- The Women in His Life, regia di George B. Seitz (1933) - non accreditato
- Susanna (I am Suzanne), regia di Rowland V. Lee (1933)
- La casa dei Rothschild (The House of Rothschild), regia di Alfred L. Werker (1934)
- Affairs of a Gentleman, regia di Edwin L. Marin (1934)
- L'isola degli agguati (Murder in Trinidad), regia di Louis King (1934)
- Such Women Are Dangerous, regia di James Flood (1934)
- Charlie Chan's Courage, regia di Eugene Forde e George Hadden (1934)
- Hat, Coat, and Glove, regia di Worthington Miner (1934)
- Il nemico invisibile (Charlie Chan in London), regia di Eugene Forde (1934)
- La figlia di nessuno (Anne of Green Gables), regia di George Nichols Jr. (1934)
- Il treno fantasma (The Silver Streak), regia di Thomas Atkins (1934) - non accreditato
- L'uomo dai due volti (Charlie Chan in Paris), regia di Lewis Seiler (1935)
- Il cardinale Richelieu (Cardinal Richelieu), regia di Rowland V. Lee (1935)
- Amore folle (Mad Love), regia di Karl Freund (1935) - non accreditato
- I tre moschettieri (The Three Musketeers), regia di Rowland V. Lee (1935)
- Gli ultimi giorni di Pompei (The Last Days of Pompeii), regia di Ernest B. Schoedsack (1935)
- Rendezvous, regia di William K. Howard (1935)
- Fighting Youth, regia di Hamilton MacFadden (1935)
- Kind Lady, regia di George B. Seitz (1935)
- Lotta di spie (The Great Impersonation), regia di Alan Crosland (1935)
- Capitan Blood (Captain Blood), regia di Michael Curtiz (1935) - non accreditato
- The Witness Chair, regia di George Nicholls Jr. (1936)
- One Rainy Afternoon, regia di Rowland V. Lee (1936)
- Maria di Scozia (Mary of Scotland), regia di John Ford (1936)
- The Big Game, regia di George Nicholls Jr. e Edward Killy (1936) - non accreditato
- L'ultima partita (15 Maiden Lane), regia di Allan Dwan (1936) - non accreditato
- Make Way for a Lady, regia di David Burton (1936)
- I Lloyds di Londra (Lloyds of London), regia di Henry King (1936)
- Four Days' Wonder, regia di Sidney Salkow (1936)
- Sotto i ponti di New York (Winterset), regia di Alfred Santell (1936) - non accreditato
- Outcast, regia di Robert Florey (1937)
- The Soldier and the Lady, regia di George Nicholls Jr. (1937) - non accreditato
- Il principe e il povero (The Prince and the Pauper), regia di William Keighley (1937)
- Capitani coraggiosi (Captains Courageous), regia di Victor Fleming (1937) - non accreditato
- Parnell, regia di John M. Stahl (1937) - non accreditato
- Tigre verde (Think Fast, Mr. Moto), regia di Norman Foster (1937)